# Badmingtons
Les Badmingtons (en macédonien : Бадмингтонс) est un groupe de punk rock de Macédoine du Nord. Le groupe fut formé en 1983 à Skopje par trois musiciens, Vladimir Petrovski-Karter (guitare et chant), Dejan Škartov-Deko (claviers) et Boris Georgiev-But (batterie). Vladimir Petrovski-Karter fut auparavant l'un des fondateurs du groupe Fol Jazik, le premier groupe punk de Skopje, et Boris Georgiev s'était familiarisé avec le milieu punk de Londres dans les années 1970. Le nom du groupe est un jeu de mots anglais sur le terme badminton et bad mingled tones, qui signifie « mauvais sons mélangés ».

## Biographie
Les Badmingtons enregistrent en 1984 leur première démo, et celle-ci remporte le premier prix au concours macédonien Rokfest, ce qui leur permet d'enregistrer dans les studios de Makedonska radio-televizija. Ils sortent leur premier album, Posle mene što ti e gajle, en 1985. La chanson Site obični luge devient vite l'hymne punk macédonien et elle est maintes fois reprise par d'autres groupes. Si leur genre de prédilection reste le punk rock, les Badmingtons s'essaient parfois au rock expérimental.
Les Badmingtons disparurent en 1986 car les membres fondèrent la même année un nouveau groupe, Aleksandar Makedonski, orienté dans le pop rock. Cette dernière formation fut toutefois assez éphémère et les membres poursuivirent bientôt leur carrières dans des groupes différents.
En 2002, le groupe se reforma brièvement à l'occasion du festival Alarm d'Ohrid. Après que leur musique soit utilisée dans un film sorti en 2007, le groupe se reforma définitivement.